# Coccoloba praecox
Coccoloba praecox är en slideväxtart som beskrevs av John Wright och Gustav Lindau. Coccoloba praecox ingår i släktet Coccoloba och familjen slideväxter. Inga underarter finns listade i Catalogue of Life.